# Camptocladius rectinervis
Camptocladius rectinervis är en tvåvingeart som först beskrevs av Jean-Jacques Kieffer 1924.  Camptocladius rectinervis ingår i släktet Camptocladius och familjen fjädermyggor.
Artens utbredningsområde är Polen. Inga underarter finns listade i Catalogue of Life.